# Estació Chhatrapati Shivaji
L'Estació Terminal Chhatrapati Shivaji (en anglès Chhatrapati Shivaji Terminus, CST) és una estació de ferrocarril de la companyia Central Railways situada a Bombai, a l'estat de Maharashtra, Índia. Aquest monument va ser declarat com Patrimoni de la Humanitat per la Unesco l'any 2004 i abasta una àrea protegida de 2'85 ha.
Va ser batejada l'any 1887 com a «Estació Victòria» (en anglès Victoria Terminus) en honor de la reina Victòria emperadriu de l'Índia, i reanomenada l'any 1996 com «Chhatrapati Shivaji Terminus» en honor de Chhatrapati Shivaji, petició del ministre dels transports de l'època, Suresh Kalmadi. El 8 de desembre de 2016 va ser afegit el terme «Maharaj» al nom oficial de l'estació després d'una iniciativa del Govern de l'Índia.
L'estació va ser projectada per l'arquitecte Fredrick Williams Stevens, amb un concepte arquitectònic gòtic victorià i destinat a ser un renaixement similar de l'arquitectura gòtica índia (època clàssica). L'estació va ser construïda l'any 1887 a l'àrea de Bori Bunder de Bombai per commemorar el Jubileu d'or de la Reina Victoria. La nova estació de ferrocarril es va construir en la ubicació de l'antiga estació de ferrocarril de Bori Bunder i és una de les estacions de ferrocarril més concorregudes de l'Índia, fent servei com una terminal per trens de llarga distància i trens de rodalies del ferrocarril suburbà de Bombai.

## Història

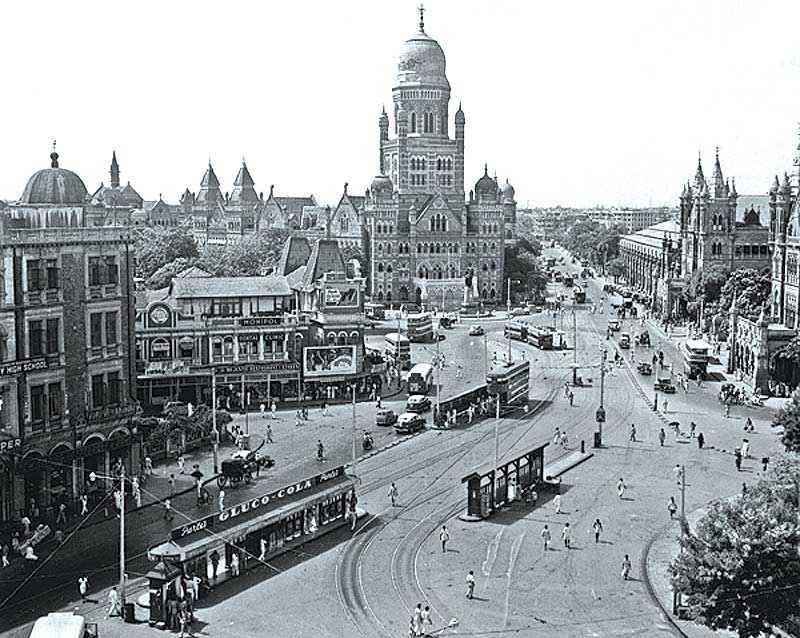
L'estació als anys 1950

Bori Bunder (o «Bori Bandar») era una de les àrees al llarg de la línia de la costa de l'est de Bombai que va ser utilitzada com a magatzem per a les mercaderies importades i exportades de la ciutat. En l'idioma de la zona (en marathi), Bori significa 'sac' i Bandar significa 'port' o 'refugi', així que Bori Bunder significa literalment 'lloc on s'emmagatzemen els sacs'. En la dècada de 1850, el Gran Ferrocarril Peninsular de l'Índia (Great Indian Peninsular Railway) va construir la seva terminal ferroviària en aquesta zona i l'estació va prendre el nom de Bori Bunder. El 16 d'abril de 1853, el Gran Ferrocarril de la Península Índia (Great Indian Peninsula Railway) va operar el primer tren de passatgers històric a l'Índia de Bori Bunder a Thane, cobrint una distància de 34 km, anunciant formalment el naixement d'Indian Railways. El tren entre Bori Bunder i Thane va trigar 57 minuts a fer una distància de 35 km.

### Construcció de l'estació
L'estació es va reconstruir finalment com Victoria Terminus, nomenat per la reina britànica Victòria emperadriu de l'Índia, i s'ha reanomenat posteriorment Chhatrapati Shivaji Terminus (CST) pel gran guerrer marathà del segle xvii Chhatrapati Shivaji.
L'estació va ser dissenyada pel consultor i arquitecte britànic Frederick William Stevens (1848-1900). El treball va començar l'any 1878 i va rebre una suma de ?1,614,000 (US$24,000) com a pagament pels seus serveis. Stevens va guanyar el concurs per construir l'estació després d'un esbós en aquarel·la de l'obra mestra fet pel dibuixant Axel Haig. El disseny final té una certa semblança amb l'estació de ferrocarril de St Pancras a Londres. Els plans de GG Scott pel edifici del parlament de Berlín havien estat publicats quatre anys abans, i també hi ha marcades similituds amb el disseny de l'estació. El mercat de Crawford també es troba prop de CSTM.

### Inauguració i desenvolupament
L'estació va trigar deu anys en completar-se, el període més llarg per a qualsevol edifici d'aquesta època a Bombai. Aquest senyal arquitectònic famós en un estil gòtic renovat-va ser construïda com la prefectura del Gran Ferrocarril Peninsular Indi (Great Indian Peninsula Railway). Des de llavors, l'estació va arribar a ser conegut com a Bombai VT (Codi ferroviari-BBVT). Originalment destinat només per albergar l'estació principal i les oficines administratives del Gran Ferrocarril de la Península Índia, una sèrie d'edificis auxiliars es van ser afegit posteriorment, tots dissenyats amb la finalitat d'harmonitzar amb l'estructura principal. Les plataformes originals van ser les enumerades d'1 a 9.
A mesura que la línia d'Harbor s'estenia des de la seva terminal anterior en el camí de Dockyard a VT, per evitar la congestió, es va construir una nova esplanada principal amb les plataformes 10-13 a l'est de l'actual esplanada suburbana (erigit l'any 1929), per servir el tràfic de línies principals. L'edifici original encara està en ús pel tràfic suburbà i és utilitzat per més de tres milions de viatgers tots els dies. És també la seu administrativa del Ferrocarril Central (Central Railway).

## Galeria d'imatges

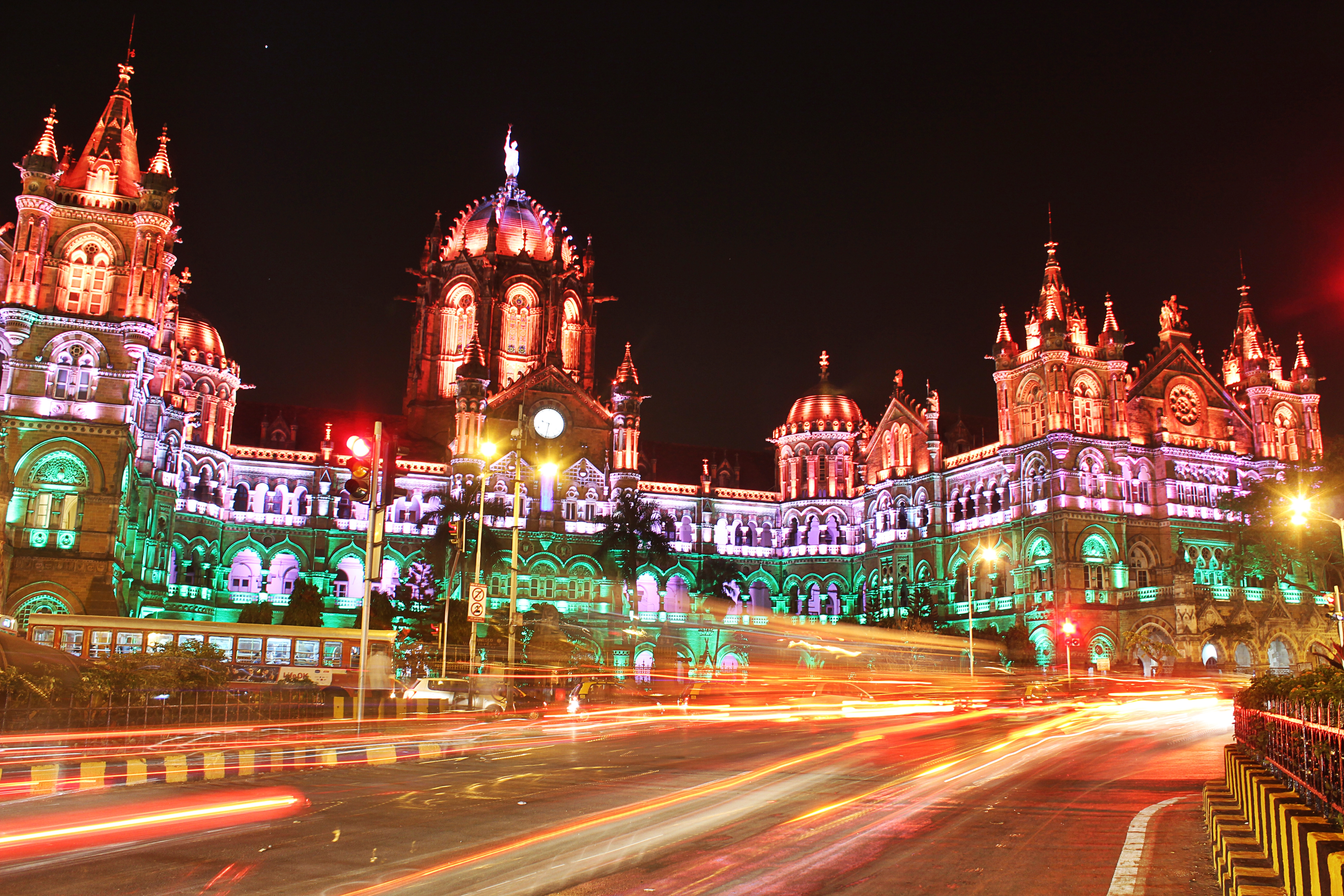
la Chhatrapati Shivaji Terminus il·luminada el dia de la República (2015).
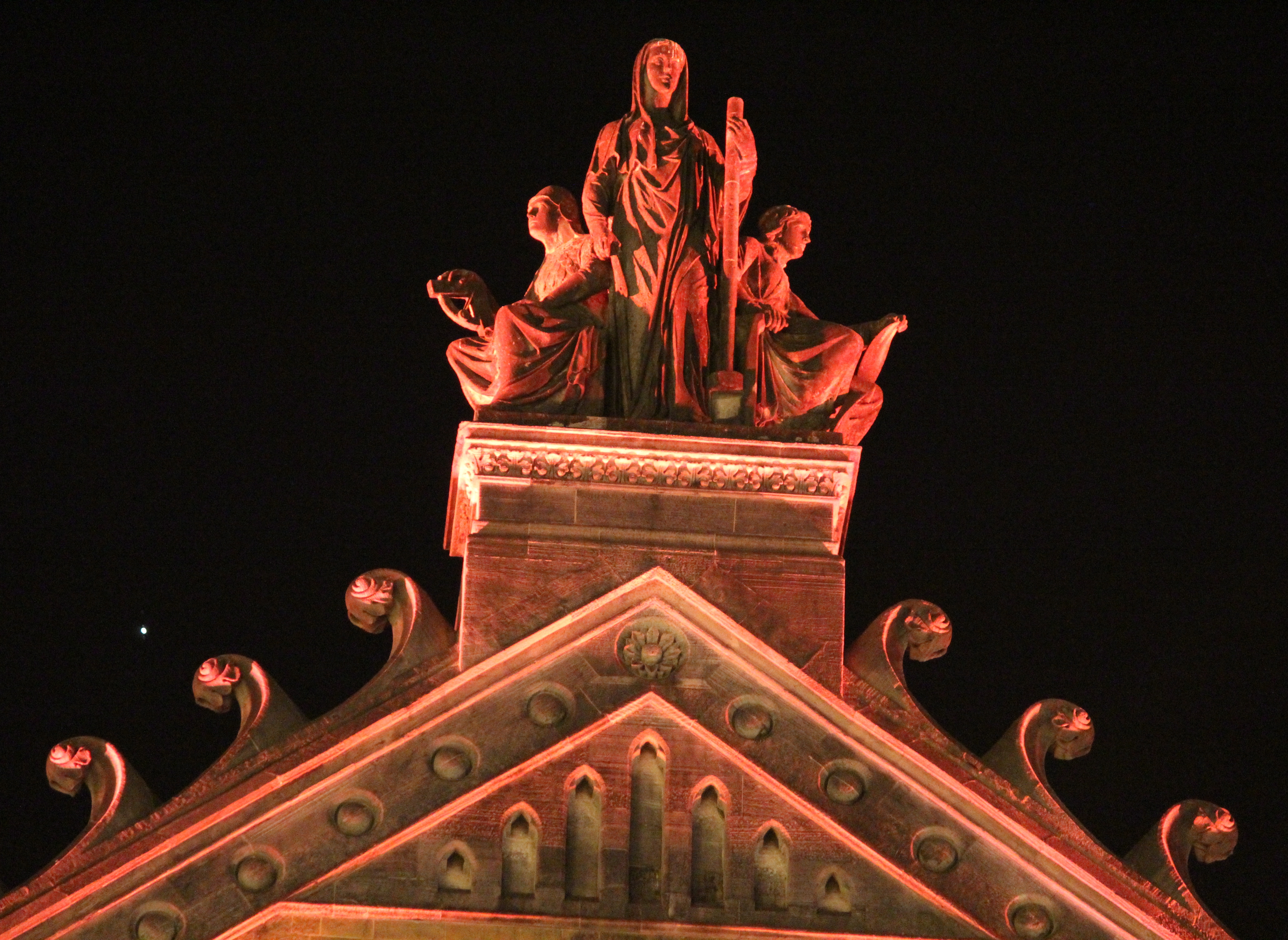
El frontó de la façana oest de l'edifici.
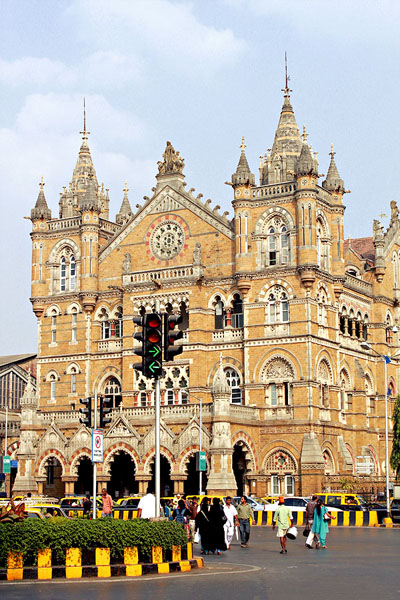
Façana del CST
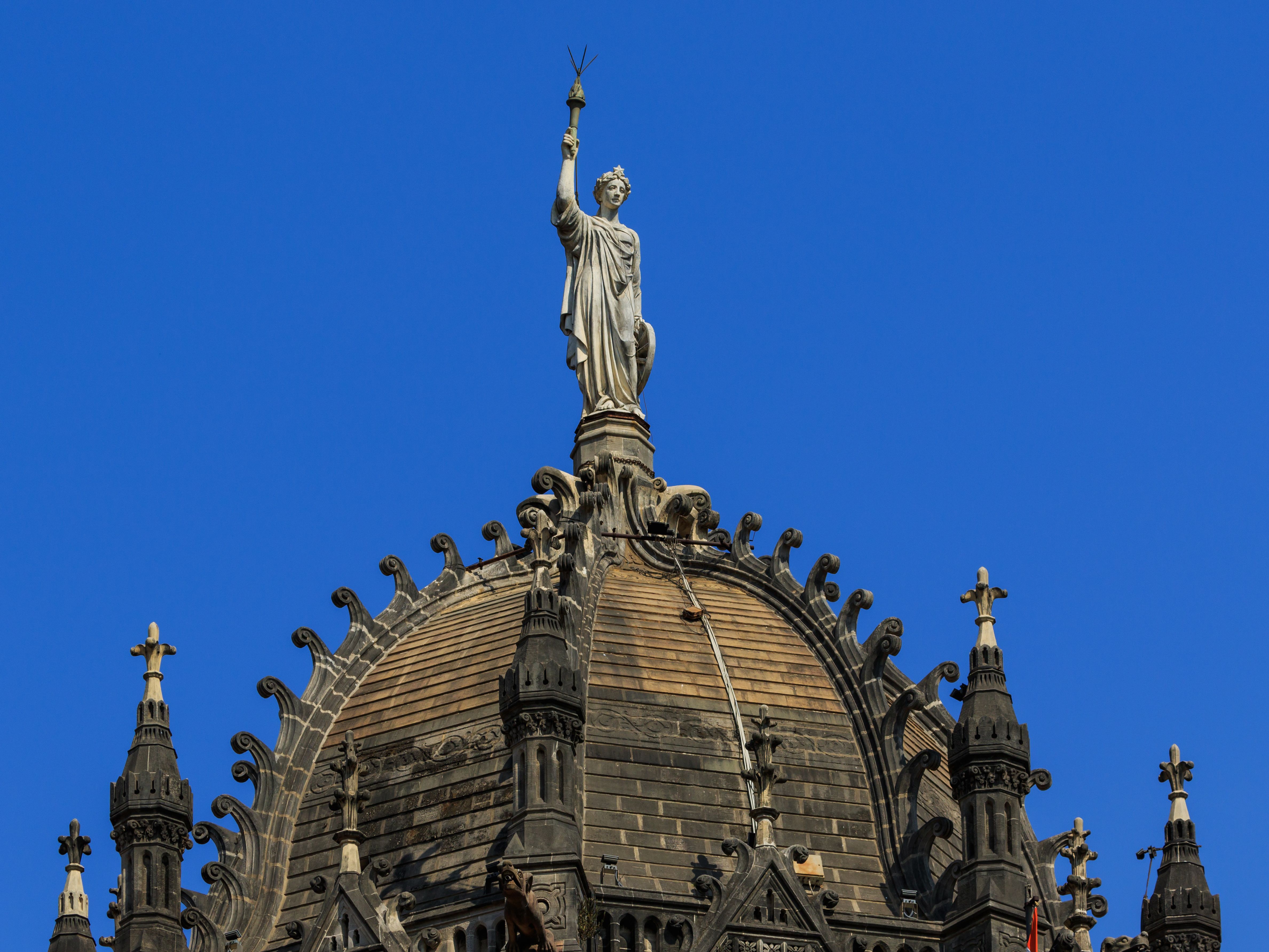
Cúpula Central
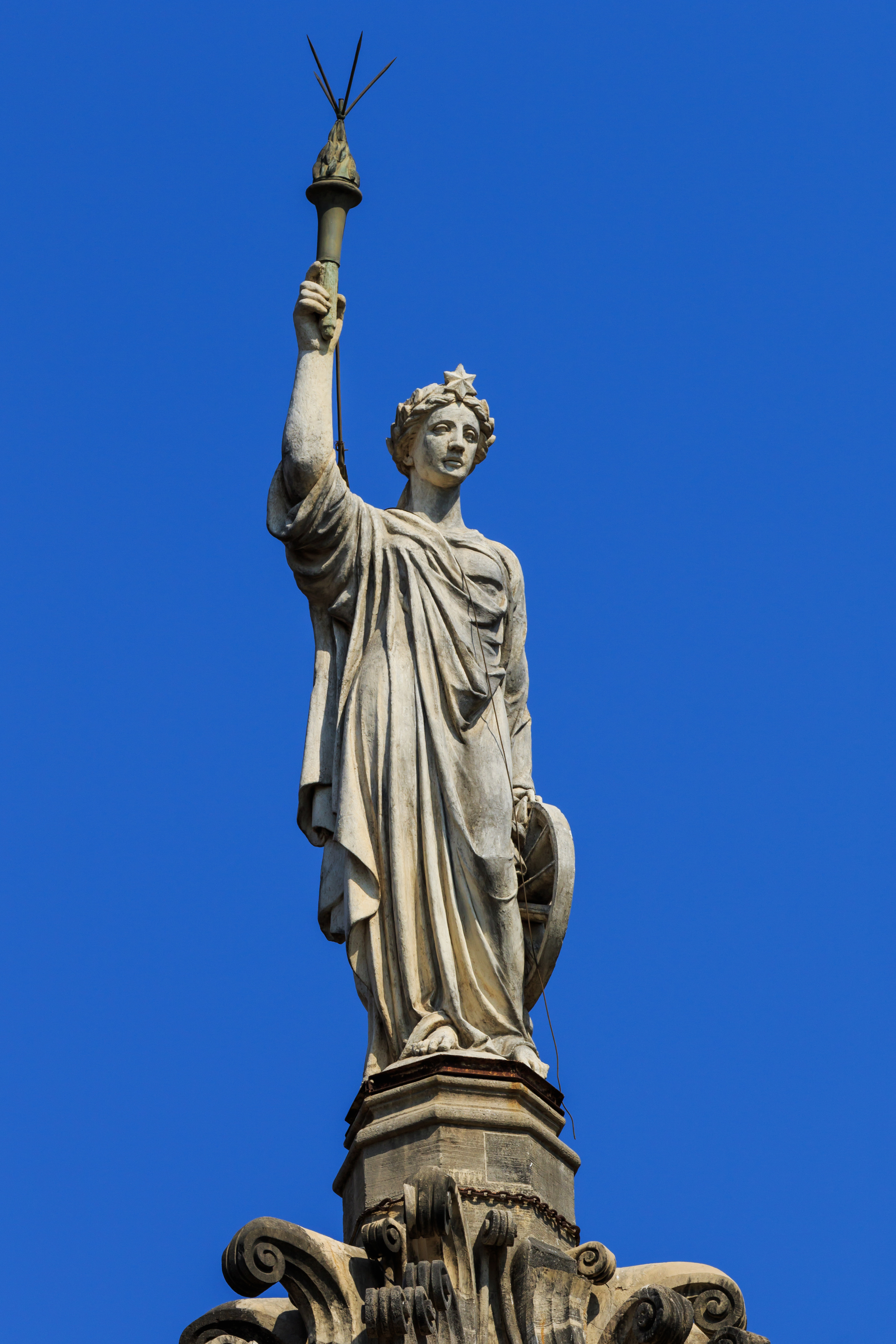
Estàtua del Progrés al cim de la cúpula central.
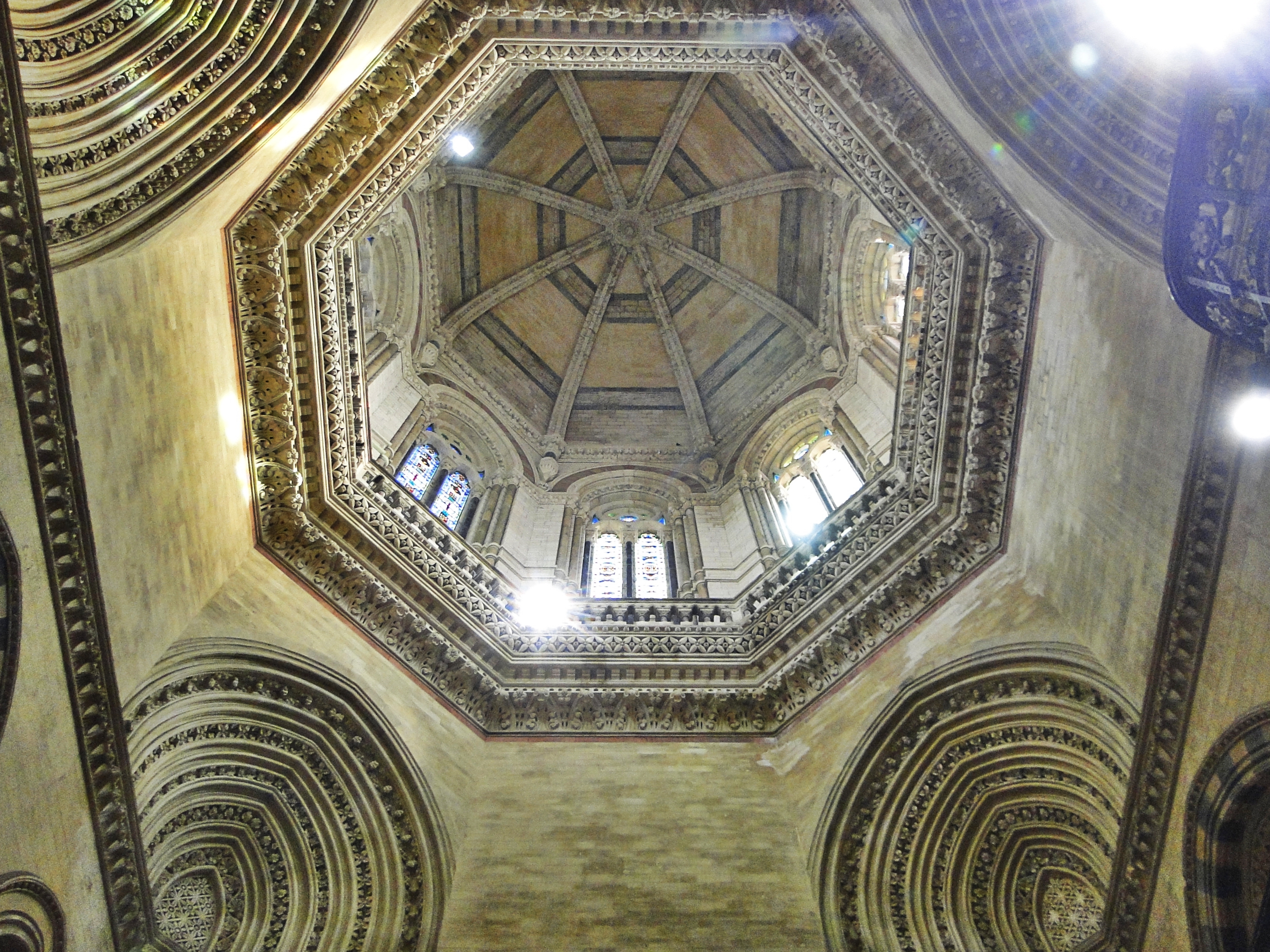
Interior de la cúpula central amb les seves vidrieres i talles ornamentals.